# 2157 Ashbrook
2157 Ashbrook (A924 EF) là một tiểu hành tinh vành đai chính được phát hiện ngày 7 tháng 3 năm 1924 bởi K. Reinmuth ở Heidelberg.